# هنری تای
 هنری تای (انگلیسی: Henry Tye؛ زاده ۱۹۴۸) یک دانشمند در زمینه نظریه ریسمان و کیهان‌شناسی اهل ایالات متحده آمریکا است.